# Dani Lins
Danielle Rodrigues Lins dos Santos, mais conhecida como Dani Lins (Recife, 5 de janeiro de 1985), é uma jogadora brasileira de voleibol. Atua como levantadora do Bauru Volleyball em São Paulo. É casada com Sidão, ex-atleta da seleção brasileira masculina e hoje central do Corinthians Guarulhos.

## Carreira
Em 1998, Dani Lins começou a jogar vôlei no colégio onde estudava, em Recife, devido à insistência de um técnico que previu seu talento para as quadras. Dani preferia a natação, mas, para obter uma bolsa de estudos integral, ficou jogando vôlei e foi gostando do esporte. No início era atacante, mas acabou mudando de posição para levantadora, graças ao seu toque refinado na bola. O primeiro clube a atuar foi o Sport Recife.
No ano de 2000, o BCN (atual Sollys/Osasco) a convidou para jogar e lá ela passou seis anos, atuando inclusive nas categorias de base da seleção brasileira, onde conquistou os títulos de vice-campeã no Mundial Infantil e campeã no Mundial Juvenil.
No ano de 2004, Dani foi diagnosticada com arritmia cardíaca e teve que parar de jogar. Apenas no início de 2005 ela foi liberada para voltar ao vôlei. Em 2005/06, esteve no Pinheiros.
| “ | Sinceramente, tive mais medo de parar de jogar do que de morrer.. | ” |

Em 2006, foi contratada pelo Rexona-Ades para substituir a levantadora Fernanda Venturini, tendo vencido quatro Superligas (2006/07, 2007/08, 2008/09, 2010/11).Dani Lins foi convocada por José Roberto Guimarães para fazer parte da Seleção Brasileira de Voleibol na temporada de 2009.No ano de 2011, pelo Rio de Janeiro, ganhou a Superliga derrotando o então Osasco. Mais tarde, Dani foi contratada pelo time do Sesi-SP, onde continua atuando como levantadora. Na Copa Pan-Americana de Voleibol Feminino, no México, Dani foi convocada novamente por José Roberto Guimarães, ganhando o campeonato invicta. Após o torneio, novamente defendeu a seleção na Copa Internacional de Vôlei Feminino 2011. O Brasil ficou com a prata no Grand Prix de Voleibol de 2011, perdendo apenas na final contra os Estados Unidos, mas Dani Lins, juntamente com Thaísa e Fernanda Garay, ganharam prêmios individuais. Dani ganhou o prêmio de melhor levantadora do torneio, e Thaísa e Fê Garay os de melhor saque e melhor passe, respectivamente. No Grand Prix de Voleibol de 2012, Dani Lins passou a ser apenas a terceira levantadora da seleção e quase não atuou. Porém, quando solicitada, jogou bem. Por essa razão, foi convocada para os Jogos Olímpicos de Londres 2012. Ao optar por Dani Lins e Fernandinha, que era estreante na seleção, o técnico José Roberto Guimarães foi duramente criticado pelo corte da outra levantadora, Fabíola, principalmente na primeira fase da competição, em que o Brasil se classificou para as quartas de final como último colocado do grupo B.
O Brasil jogou muito mal os jogos de sua chave, mas com as entradas de Dani Lins e Fernanda Garay nos lugares de Fernandinha e Paula Pequeno, o time mudou totalmente. Essa mudança foi sentida no jogo contra a seleção russa, em que as brasileiras salvaram seis match-points e conseguiram a vitória com grande atuação de Sheilla Castro e Dani Lins. A seleção brasileira mudou totalmente depois desse confronto e a torcida percebeu, pois a partir daí entoou gritos de "o campeão voltou" durante os jogos. Sob o comando da melhor levantadora a atuar em Olimpíadas, segundo o próprio José Roberto Guimarães, o Brasil tornou fácil uma semifinal olímpica contra as japonesas e uma final arrebatadora contra a Seleção Norte-Americana de Voleibol Feminino, de virada, por 3 sets a 1, tendo perdido o primeiro por 25x11.

### 2013 – Novo ciclo olímpico
Chamada desde a primeira convocação, Dani Lins chegou à seleção como titular. Ela, Fernanda Garay, Adenízia e Tandara foram as únicas medalhistas olímpicas convocadas. Com o time misto e mais jovem, Dani Lins virou referência para a nova geração, que se preparava para o Montreux Volley Masters, na Suíça, e o Torneio de Alassio, na Itália.
O Brasil sagrou-se campeão invicto do torneio de Montreux, sem perder um set sequer. Os destaques brasileiros foram Fernanda Garay e Dani Lins, que ganharam prêmios individuais como MVP e melhor levantadora, respectivamente. Vale ressaltar também a ótima participação da ponteira Priscila Daroit.
As jogadoras repetiram as boas atuações de Montreux no torneio de Alassio, com três vitórias em três jogos - perdendo apenas um set para as japonesas - e sagraram-se campeãs em cima das italianas. Novamente, Dani Lins foi eleita a melhor levantadora e Garay, a MVP.
O último torneio do ano foi o Grand Prix de vôlei, quando o Brasil sagrou-se mais uma vez campeão, fechando o ano com 100% de aproveitamento. Dani Lins foi escolhida como a MVP da final, contra a China.
Dani Lins lesionou-se e perdeu o início da Superliga de vôlei 2013/2014. Seu time indo mal, terminou o primeiro turno nas últimas posições do campeonato.

### 2014 – Ano novo, time renovado
Desacreditado, o SESI-SP trabalhou e cresceu, tendo ido à final de todas as competições que disputou. Venceu o Sul-Americano de clubes sobre o Molico/Osasco e conseguiu um lugar no mundial de clubes. Eliminou o favorito Osasco da Superliga feminina de vôlei. Os dois confrontos que definiram um novo finalista - após 10 anos de Rio x Osasco - foram protagonizados por Dani Lins e Fabiana, tendo o Rio de Janeiro se sagrado eneacampeão. O SESI-SP ainda tem pela frente o mundial de clubes. Segundo o técnico Bernardinho,
| “ | A Dani Lins está em condição de fazer jogadoras boas se tornarem excepcionais, uma característica de uma boa levantadora e ela está no patamar das grandes. Não tenha dúvida de que ela é a melhor levantadora do mundo hoje. [...] É um processo, e ela ainda vai se tornar a "mais melhor" se fosse possível.. | ” |

### 2015 – Casamento
Em 26 de dezembro de 2015 contra matrimônio com o central Sidão, cuja cerimônia ocorreu na cidade de Pindamonhangaba, contando com a presença de muitos atletas de da seleção brasileira, figurando entre os padrinhos e convidados

### 2016 – Olimpíada
Esteve novamente no elenco principal da seleção brasileira que disputou a edição dos Jogos Olímpicos de Verão de 2016 celebrados na cidade do Rio de Janeiro, ocasião que não conseguiu realizar o tri-olímpico para o país, sendo a equipe eliminada nas quartas de final para a seleção chinesa, terminando na quinta posição

### 2017 – Gravidez
Anunciou sua gravidez e revelou em entrevista que não teve contrato renovado após revelar seus planos de ser mãe ao  Vôlei Nestlé/Osasco, na ocasião estava com 13 semanas de gestação e já esperava pela primeira filha, fruto do casamento com o jogador Sidão

### 2018 – Maternidade e retorno as quadras
Em 25 de fevereiro de 2018 nasceu sua filha Lara
Na temporada de 2018 recebeu convocação para seleção brasileira para disputar a edição da Copa Pan-Americana realizada em Santo Domingo e terminou na quarta posição e esteve no elenco da seleção principal que disputou a edição do Campeonato Mundial de 2018 no Japão, quando finalizou na sétima colocação

## Clubes
| Clube                | País   | De   | Até   |
| -------------------- | ------ | ---- | ----- |
| BCN/Osasco           | Brasil | 2000 | 2003  |
| Finasa/Osasco        | Brasil | 2003 | 2005  |
| Blue Life/Pinheiros  | Brasil | 2005 | 2006  |
| Rexona/Ades          | Brasil | 2006 | 2009  |
| Unilever/RJ          | Brasil | 2009 | 2011  |
| SESI/São Paulo       | Brasil | 2011 | 2014  |
| Molico Nestlé/Osasco | Brasil | 2014 | 2015  |
| Vôlei Nestlé/Osasco  | Brasil | 2015 | 2017  |
| Hinode Barueri       | Brasil | 2017 | 2019  |
| Sesi/Vôlei Bauru     | Brasil | 2019 | atual |

## Conquistas em clubes
- Superliga Brasileira A:2004-05 Finasa/Osasco
- Superliga Brasileira A:2006-07 Rexona/Ades (Eleita melhor levantadora)
- Superliga Brasileira A:2007-08 Rexona/Ades (Eleita melhor levantadora)
- Superliga Brasileira A:2008-09 Rexona/Ades
- Superliga Brasileira A:2010-11 Unilever/RJ(Eleita melhor levantadora)
- Campeonato Sul-Americano:2013-14 SESI/São Paulo (Eleita melhor levantadora)
- Copa Brasil:2021-22 Sesi Vôlei Bauru
- Supercopa Brasileira de Voleibol:2022 Sesi Vôlei Bauru (Eleita melhor do Jogo)
- Campeonato Sul-Americano:2022 Sesi Vôlei Bauru
- Campeonato Sul-Americano:2023 Sesi Vôlei Bauru  (Eleita melhor levantadora)
- Campeonato Sul-Americano:2024 Sesi Vôlei Bauru  (Eleita melhor levantadora)

## Principais conquistas na seleção brasileira
- Campeonato Sul-Americano Juvenil – 2002 (eleita melhor levantadora)
- Mundial Juvenil – 2003
- Montreux Volley Masters – 2005, 2006, 2009, 2013 (eleita melhor levantadora)
- Trofeo Valle d'Aosta – 2006
- Copa Pan-Americana – 2009
- Grand Prix de Voleibol – 2009, 2013, 2014, 2016 (eleita melhor levantadora em 2014 e vice nas duas outras conquistas)
- Torneio Sul-Americano de Voleibol – 2009 (eleita melhor levantadora)
- Copa Pan-Americana – 2011
- Jogos Pan-Americanos de Guadalajara – 2011 (eleita melhor levantadora)
- Jogos Olímpicos de Londres – 2012
- Torneio de Alassio - 2013 (eleita melhor levantadora)